# Ejido Chiapas 1
Ejido Chiapas 1 är en ort i Mexiko.   Den ligger i kommunen Mexicali och delstaten Baja California, i den nordvästra delen av landet, 2 100 km nordväst om huvudstaden Mexico City. Ejido Chiapas 1 ligger 22 meter över havet och antalet invånare är 960.
Terrängen runt Ejido Chiapas 1 är mycket platt. Runt Ejido Chiapas 1 är det ganska glesbefolkat, med 36 invånare per kvadratkilometer. Närmaste större samhälle är San Luis Río Colorado, 18,5 km öster om Ejido Chiapas 1. Trakten runt Ejido Chiapas 1 består till största delen av jordbruksmark.